# Култура на Непал
Културата на Непал е богата и уникална. Културното наследство на Непал се развива през вековете. Това многоизмерно наследсто обхваща разнообразието на непалските етнически, племенни и социални групи, и се проявява в музиката и танците, изкуството и занаятите, езиците и литературата, философията и религията, фестивалите и празниците, храните и напитките.

## Танци и музика
Легендите разказват, че танците в Индийския субконтинент произхождат от дома на Шива – Хималаите и Хималайското кралство на Непал – където той изпълнява танца „тандава“. Това показва, че танцовите традиции на Непал са много древни. С промяна на височината и етническата принадлежност, танците на Непал се променят малко по стил, а и по костюми. „Дишка“, танц, който се изпълнява по сватби, включва сложни движения на краката и ръцете. Придружаващата музика и музикални инструменти се променят в унисонс с темите, които се въртят около събиране на житото, сватбени ритуали, военни истории, копнежа на самотни момичета за любов, и няколко други теми и истории от всекидневния живот в селата.

## Езици и литература
След преброяването през 2001 г., най-малко 92 живи езика са говорими в Непал, въпреки че други излседвания изброяват 123. Непалското езиково наследство се развива от трите най-големи езикови групи: Индоарийски, Тибето-бирмански, местни. Основните езици на Непал са Непали (49%) Майтхили (12%), Бходжпури (8%), Таманг (5 %), Непал Бхаса (4%), Магар (3%), Ауадхи (2%), Тхулунг (Рай) (3%), Бантауа (2%), Лимбу (1%) и Баджика (1 %). Останалите езици са майчини езици на по-малко от 1 процент от населението. Английският в Непал се говори като втори език. Изчезнали езици в Непал са Кусунда и Уаилинг.

## Религия и философия
Преброяването през 2001 г. установява, че 80,6% от населението на Непал изповядва индуизъм. Будизмът се практикува от около 11% от населението. Около 3,2% практикуват ислям и 3,6% от населението следва религията на Кирант. Християнството се изповядва от по-малко от 0,5% от населението.

## Архитектура и археология
Nepal Sumpada Sangha (Непалското общество за културно наследство) съставя опис на 1262 значими архитектурни и археологически обекти в Непал, извън долината Катманду.

## Спорт
Най-полулярният спорт в Непал е футболът, следван от крикет и волейбол.

## Кухня
Индусите са вегетарианци, следователно непалската кухня, както и индуистката се състои от вегетарианска диета. Типична непалска храна е пикантна супа от леща (съществуват около 60 вида леща, често носят различни имена), която се сервира с бял ориз - ястието се нарича „бат дал“, парчета нарязани запържени или приготвени на пара зеленчуци, поднесена с кисели краставички или пикантни подправки (chatni).